# Missões diplomáticas de Israel

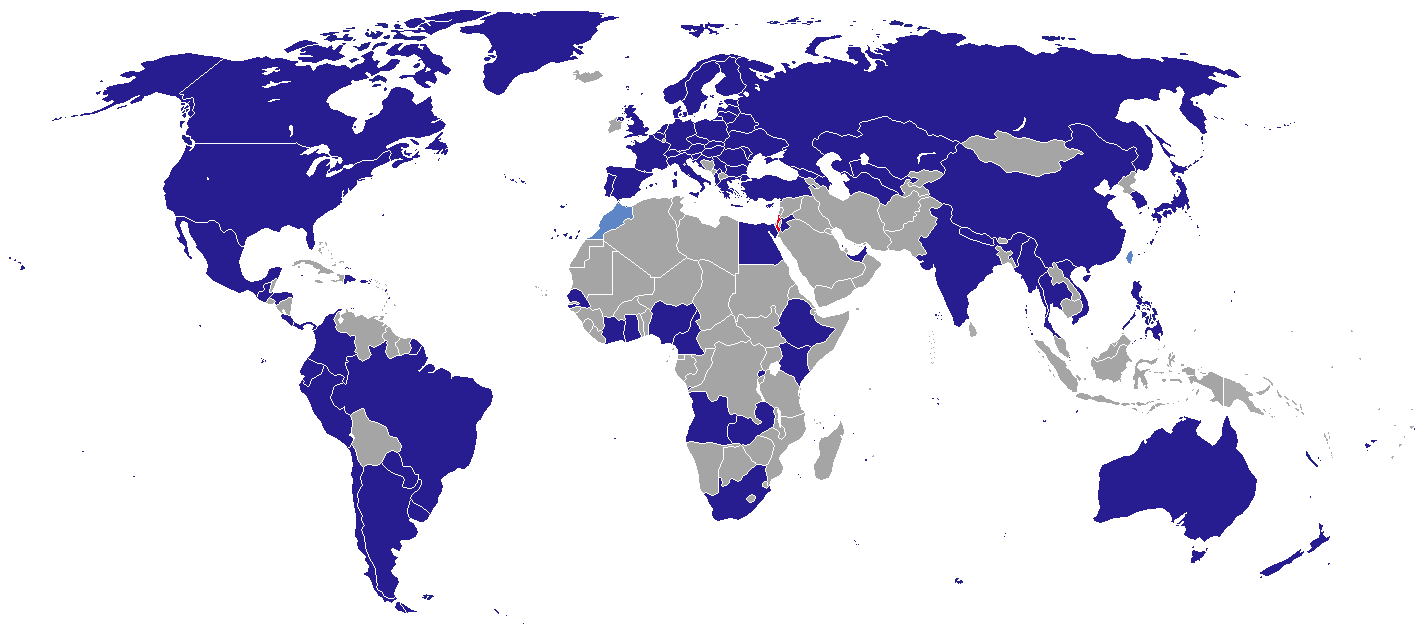
Missões diplomáticas de Israel

Abaixo estão listadas as embaixadas e consulados de Israel:

## África
- África do Sul
  - Pretória (embaixada)
- Angola
  - Luanda (embaixada)
- Camarões
  - Yaoundé (embaixada)
- Costa do Marfim
  - Abidjan (embaixada)
- Egito
  - Cairo (embaixada)
  - Alexandria (consulado-geral)
- Eritreia
  - Asmara (embaixada)
- Etiópia
  - Adis-Abeba (embaixada)
- Gana
  - Acra (embaixada)
- Nigéria
  - Abuja (embaixada)
- Quênia
  - Nairóbi (embaixada)
- Senegal
  - Dacar (embaixada)

## América

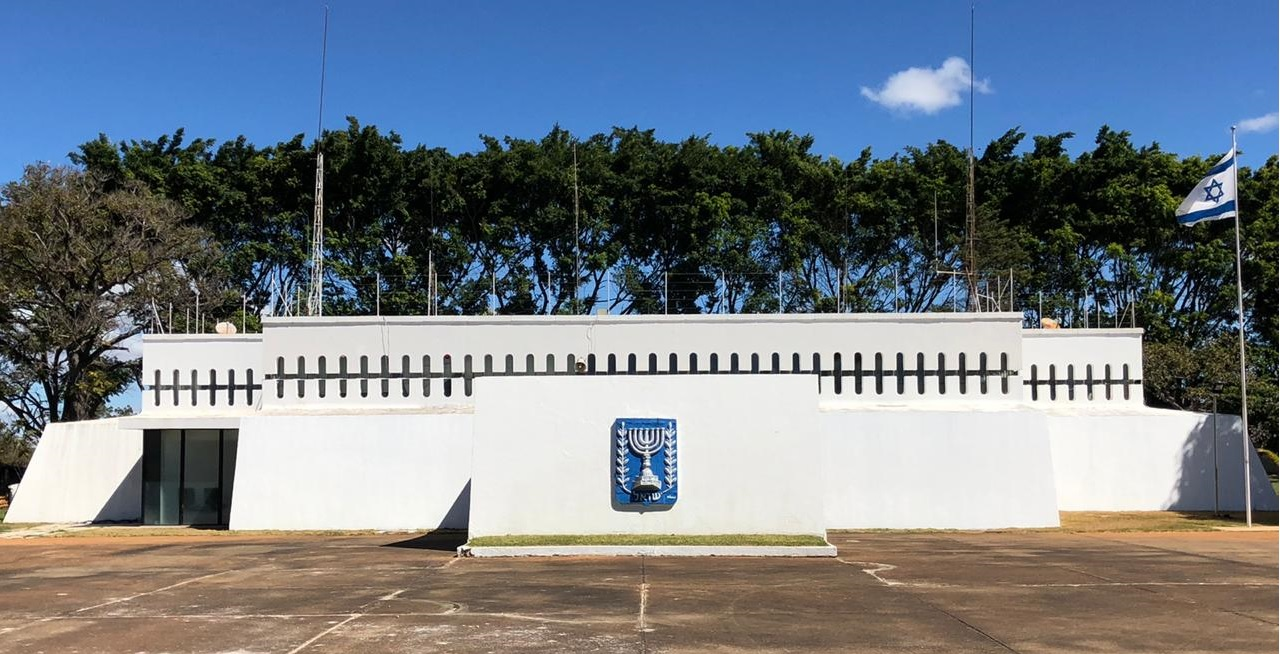
Embaixada de Israel em Brasília

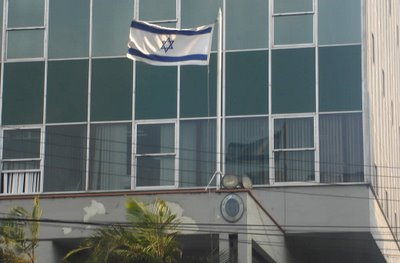
Embaixada de Israel em Lima

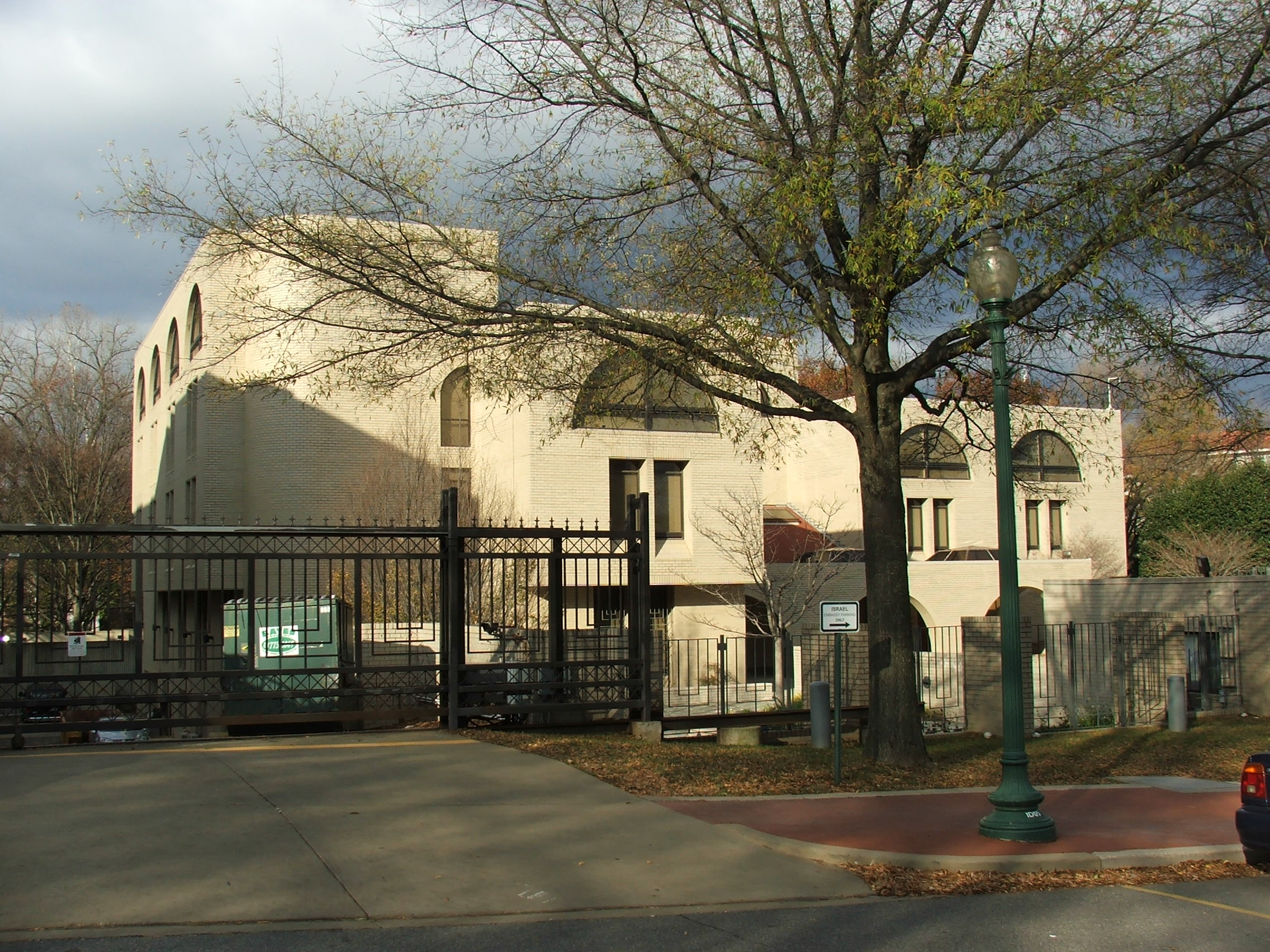
Embaixada de Israel em Washington, D.C

- Argentina
  - Buenos Aires (embaixada)
- Brasil
  - Brasília (embaixada)
  - São Paulo (consulado-geral)
- Canadá
  - Ottawa (embaixada)
  - Montreal (consulado-geral)
  - Toronto (consulado-geral)
- Chile
  - Santiago (embaixada)
- Costa Rica
  - San José (embaixada)
- Equador
  - Quito (embaixada)
- Estados Unidos
  - Washington, D.C. (embaixada)
  - Atlanta (consulado-geral)
  - Boston (consulado-geral)
  - Chicago (consulado-geral)
  - Houston (consulado-geral)
  - Los Angeles (consulado-geral)
  - Miami (consulado-geral)
  - Nova Iorque (consulado-geral)
  - São Francisco (consulado-geral)
- Guatemala
  - Cidade da Guatemala (embaixada)
- México
  - Cidade do México (embaixada)
- Panamá
  - Cidade do Panamá (embaixada)
- Paraguai
  - Assunção (embaixada)
- Peru
  - Lima (embaixada)
- República Dominicana
  - Santo Domingo (embaixada)
- Uruguai
  - Montevidéu (embaixada)

## Ásia
- Azerbaijão
  - Baku (embaixada)
- Cazaquistão
  - Astana (embaixada)
- China
  - Pequim (embaixada)
  - Cantão (consulado-geral)
  - Chengdu (consulado-geral)
  - Hong Kong (consulado-geral)
  - Xangai (consulado-geral)
- Coreia do Sul
  - Seul (embaixada)
- Emirados Árabes Unidos
  - Abu Dhabi (Escritório de Representação)
- Filipinas
  - Manila (embaixada)
- Geórgia
  - Tbilisi (embaixada)
- Índia
  - Nova Deli (embaixada)
  - Bangalore (consulado-geral)
  - Bombaim (consulado-geral)
- Japão
  - Tóquio (embaixada)
- Jordânia
  - Amã (embaixada)
- Myanmar
  - Rangum (embaixada)
- Nepal
  - Catmandu (embaixada)
- Singapura
  - Singapura (embaixada)
- Tailândia
  - Bangcoc (embaixada)
- Taiwan
  - Taipei (Gabinete de Ligação)
- Turquemenistão
  - Asgabate (embaixada)
- Turquia
  - Ancara (embaixada)
  - Istambul (consulado-geral)
- Uzbequistão
  - Tashkent (embaixada)
- Vietname
  - Hanói (embaixada)

## Europa
- Albânia
  - Tirana (embaixada)
- Alemanha
  - Berlim (embaixada)
  - Munique (consulado-geral)
- Áustria
  - Viena (embaixada)
- Bélgica
  - Bruxelas (embaixada)
- Bielorrússia
  - Minsk (embaixada)
- Bulgária
  - Sófia (embaixada)
- Chipre
  - Nicósia (embaixada)
- Croácia
  - Zagreb (embaixada)
- Dinamarca
  - Copenhague (embaixada)
- Eslováquia
  - Bratislava (embaixada)
- Espanha
  - Madrid (embaixada)
- Finlândia
  - Helsínquia (embaixada)
- França
  - Paris (embaixada)
  - Marselha (consulado-geral)
- Grécia
  - Atenas (embaixada)
- Hungria
  - Budapeste (embaixada)
- Irlanda
  - Dublim (embaixada)
- Itália
  - Roma (embaixada)
- Letônia
  - Riga (embaixada)
- Lituânia
  - Vilnius (embaixada)
- Noruega
  - Oslo (embaixada)
- Países Baixos
  - Haia (embaixada)
- Polónia
  - Varsóvia (embaixada)
- Portugal
  - Lisboa (embaixada)
- Reino Unido
  - London (embaixada)
- Chéquia
  - Praga (embaixada)
- Roménia
  - Bucareste (embaixada)
- Rússia
  - Moscou (embaixada)

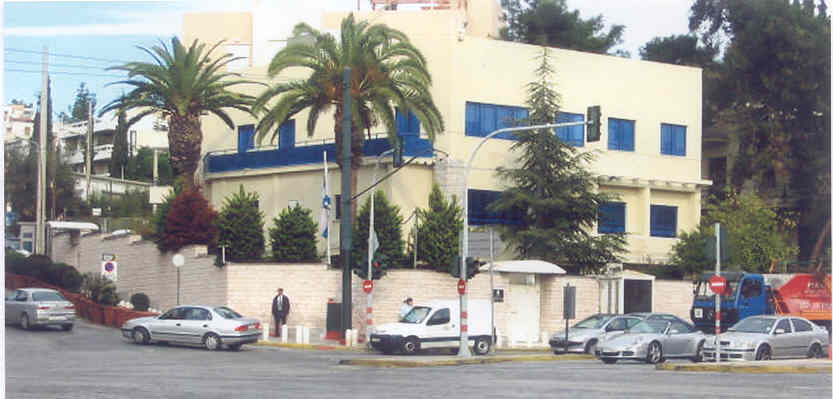
Embaixada de Israel em Atenas

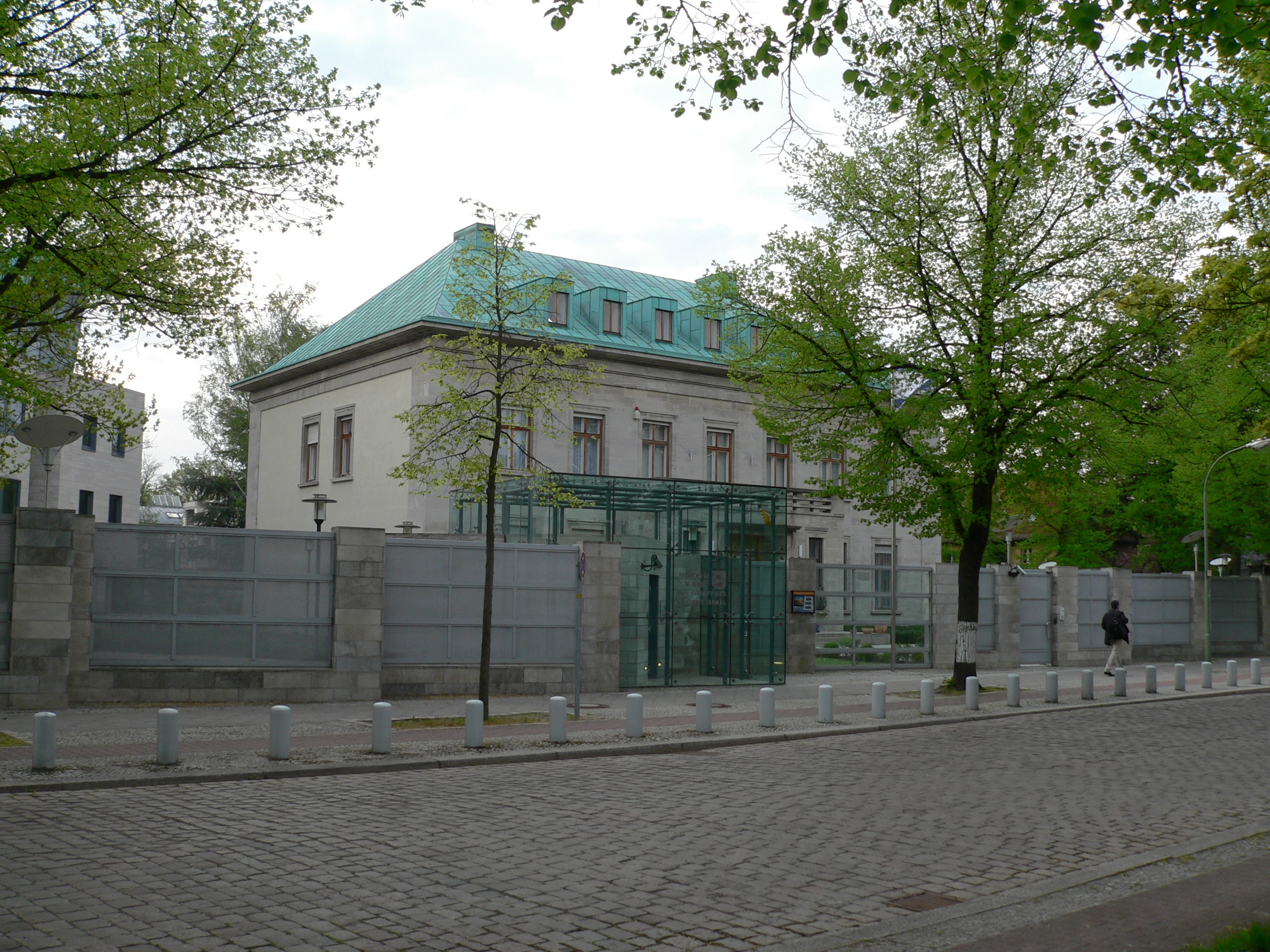
Embaixada de Israel em Berlim

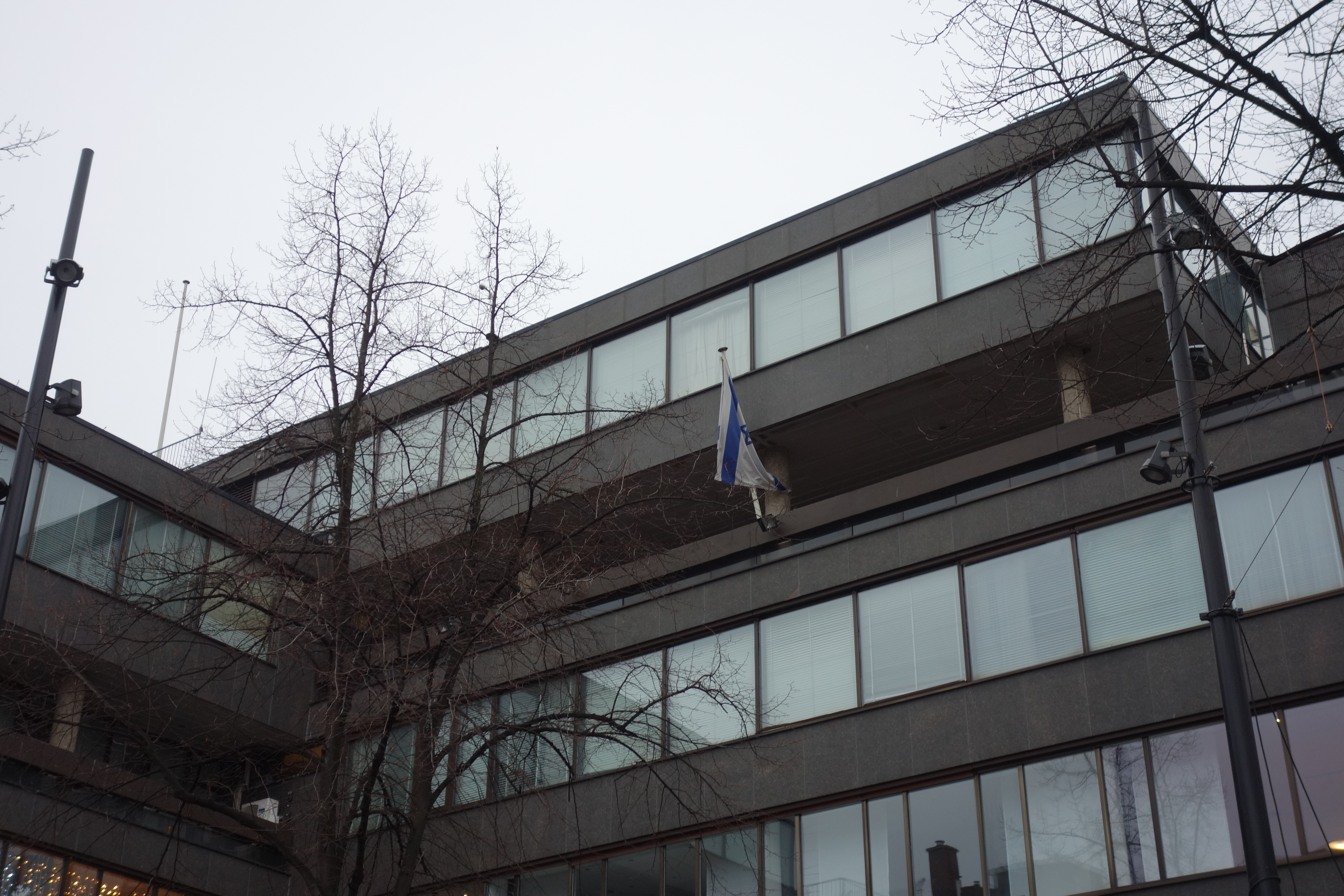
Embaixada de Israel em Haia

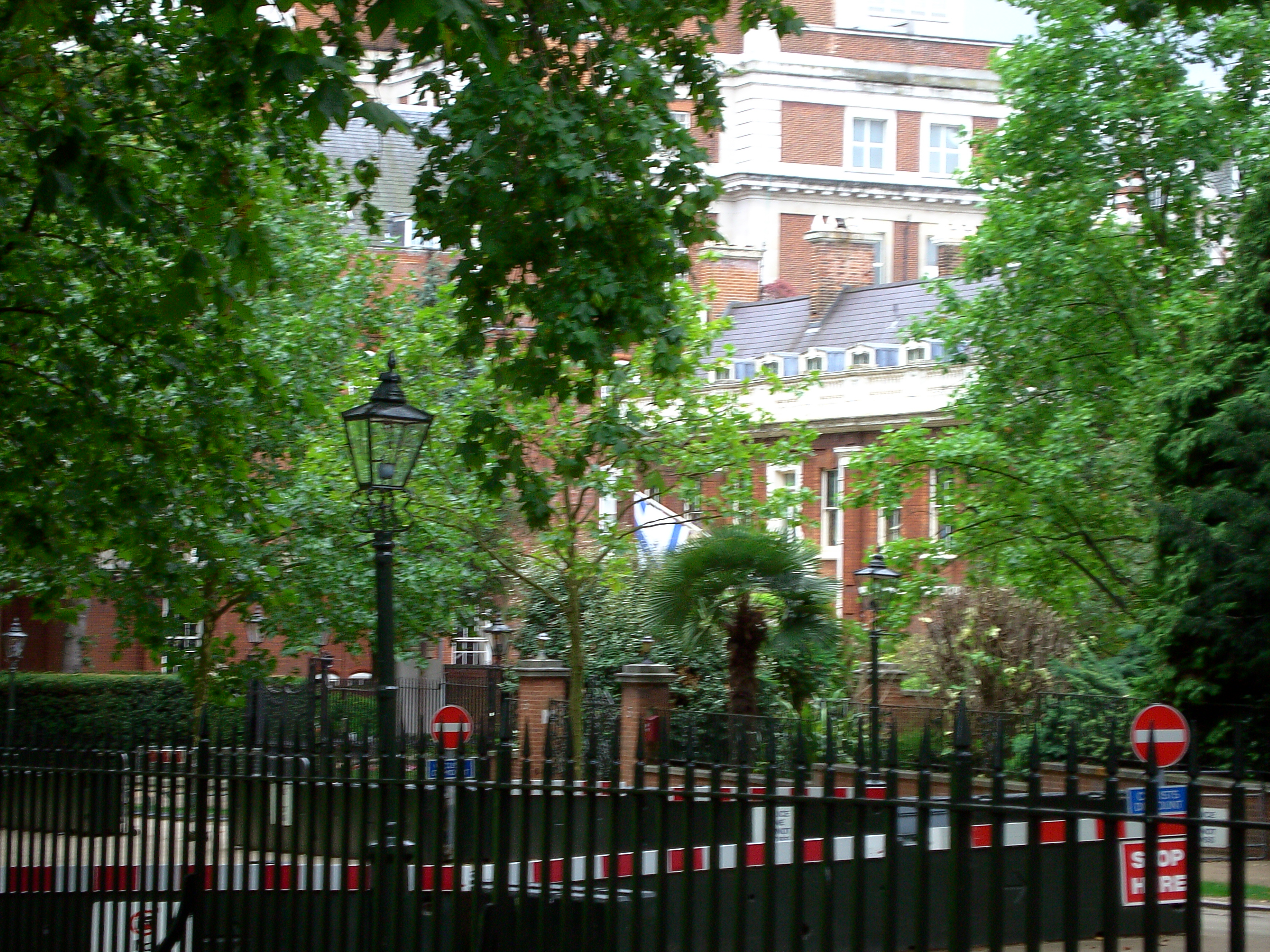
Embaixada de Israel em Londres

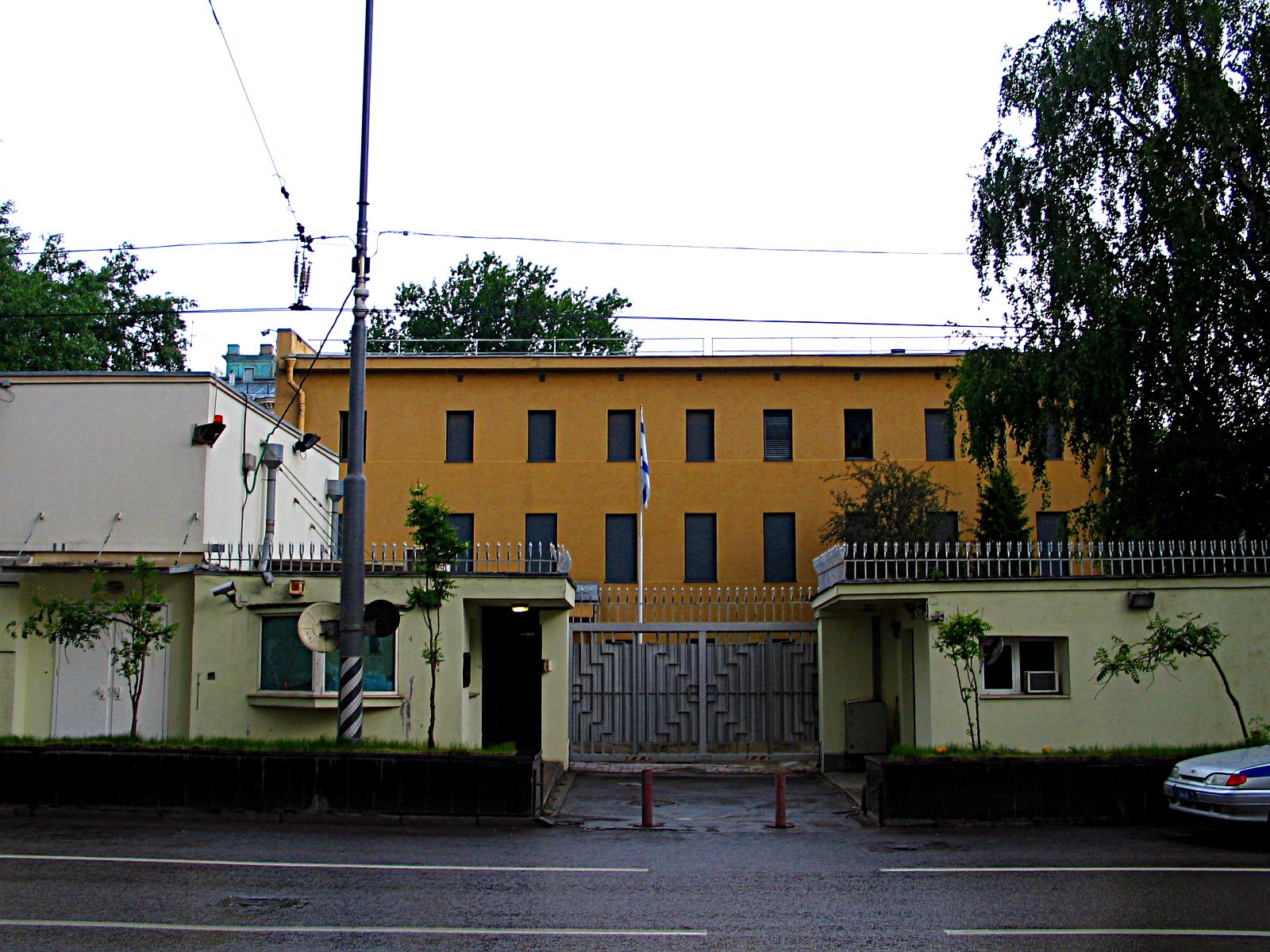
Embaixada de Israel em Moscou

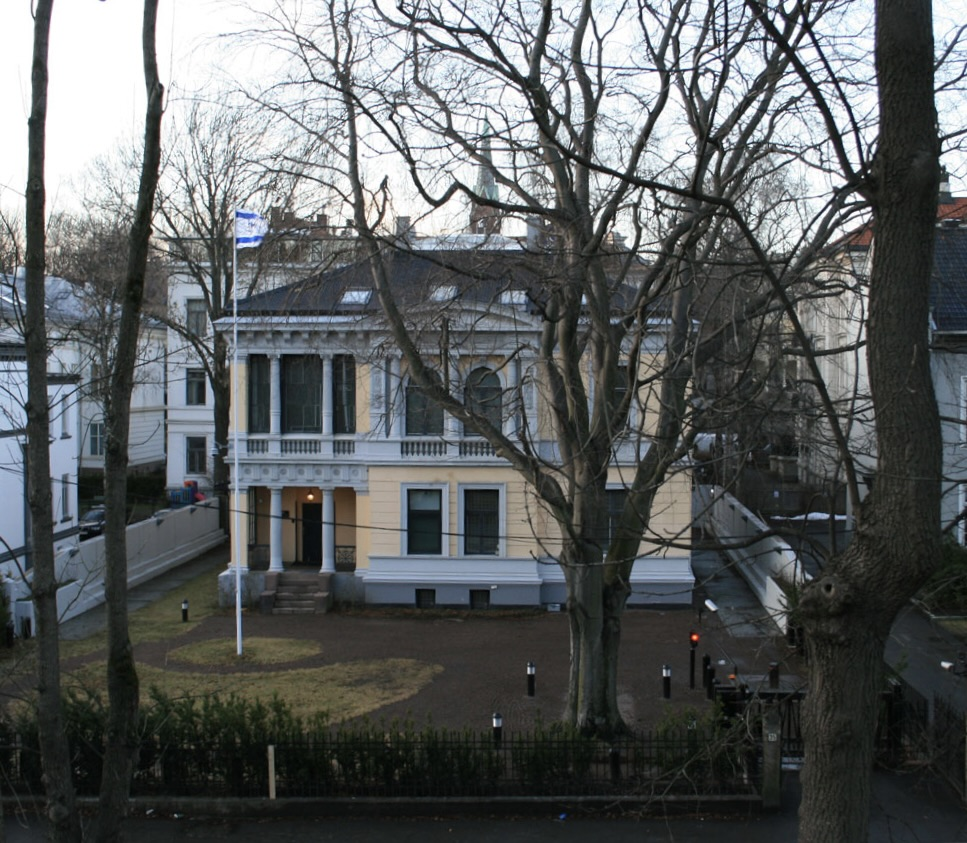
Embaixada de Israel em Oslo

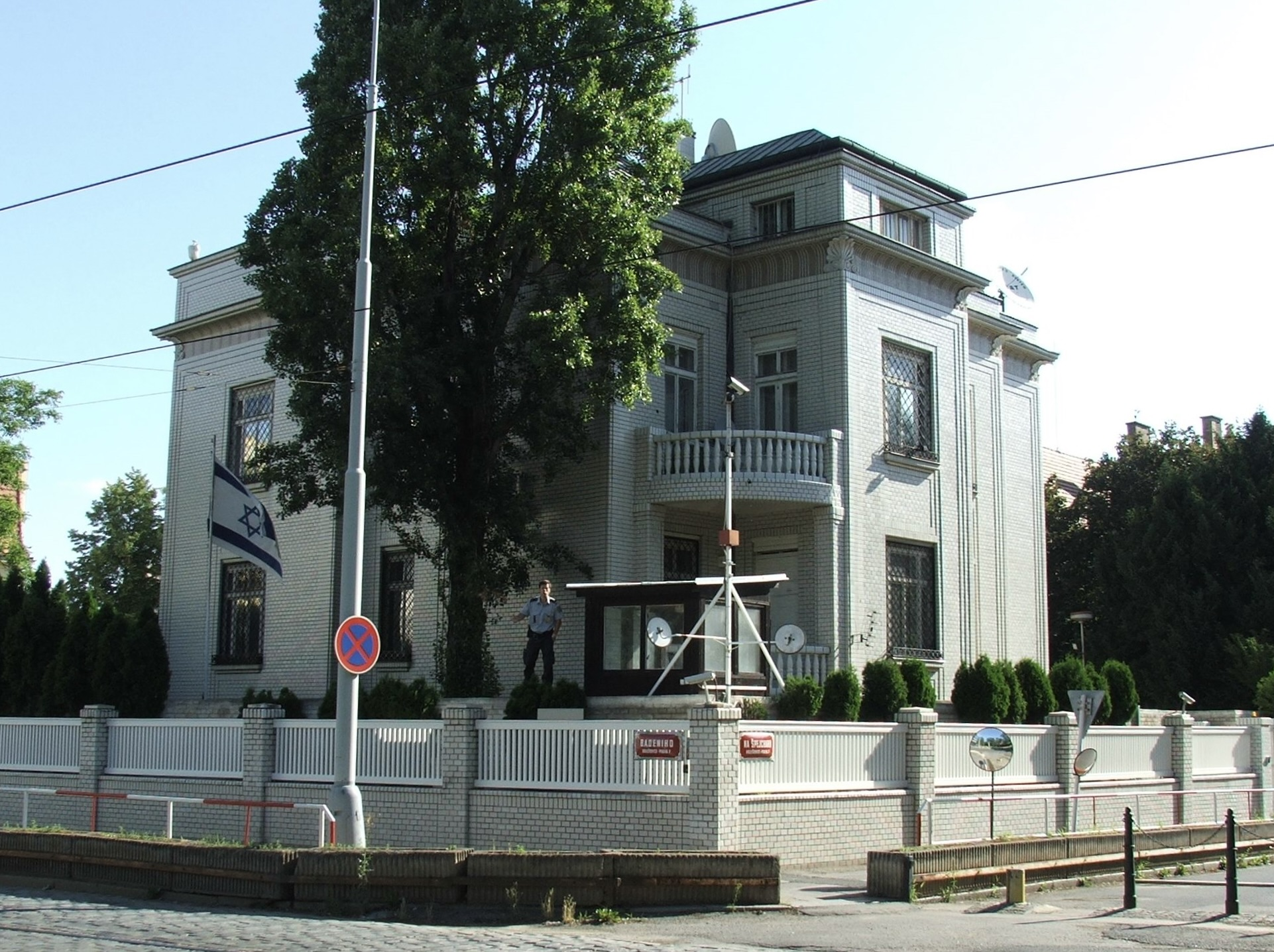
Embaixada de Israel em Praga

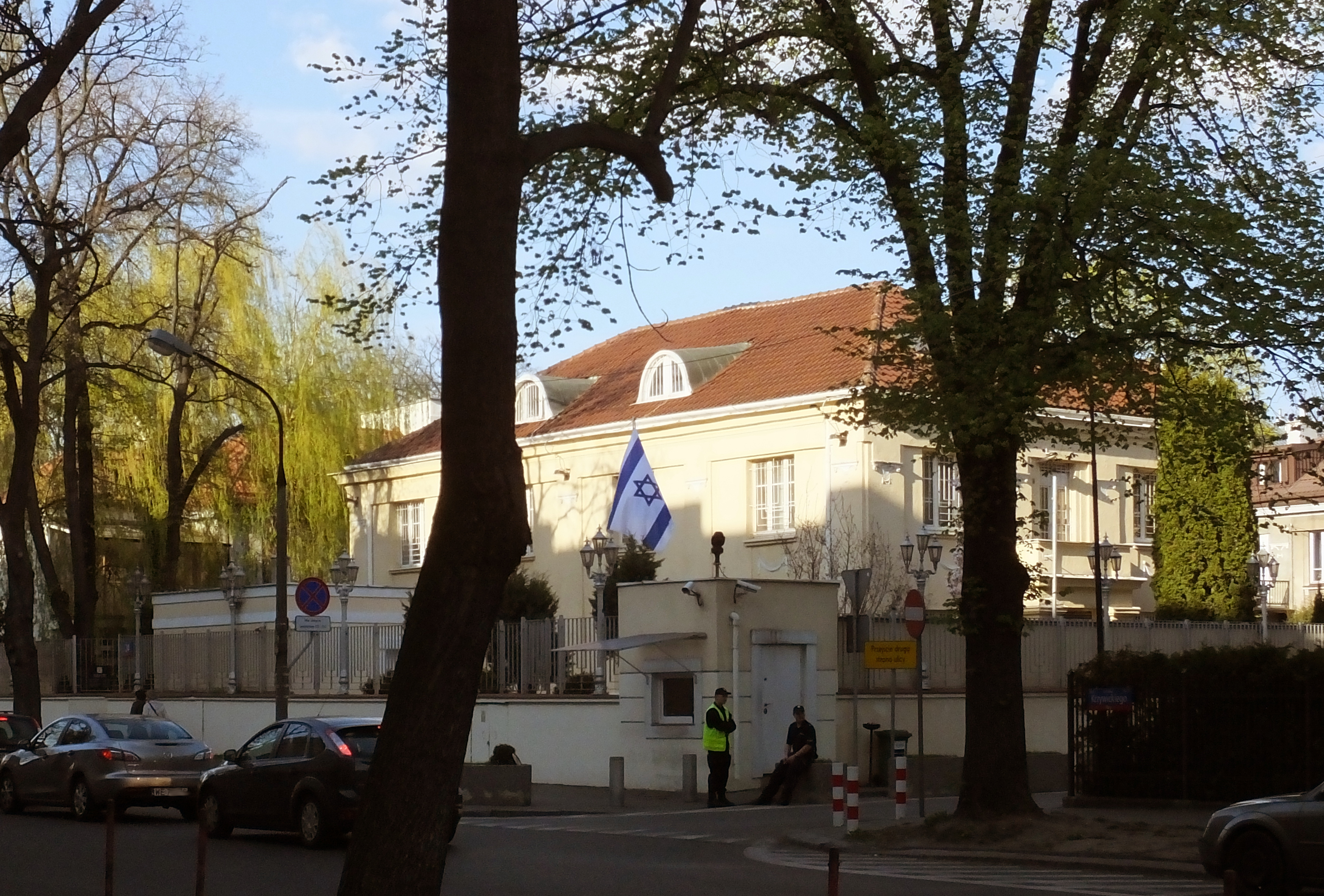
Embaixada de Israel em Varsóvia

  - São Petersburgo (consulado-geral)
- Santa Sé
  - Roma (embaixada)
- Sérvia
  - Belgrado (embaixada)
- Suécia
  - Estocolmo (embaixada)
- Suíça 
  - Berna (embaixada)
- Ucrânia
  - Kiev (embaixada)

## Oceania
- Austrália
  - Camberra (embaixada)
- Nova Zelândia
  - Wellington (embaixada)

## Organizações multilaterais
- Bruxelas  (missão permanente ante a União Europeia)
- Genebra  (missão permanente ante as Nações Unidas e outras instituições)
- Nova Iorque (missão permanente ante as Nações Unidas)
- Paris (missão permanente ante as Nações Unidas e outras instituições)
- Viena (missão permanente ante as Nações Unidas e outras instituições)